# Woodruff and the Schnibble of Azimuth
Woodruff and the Schnibble of Azimuth je francouzská adventura vyvinutá Coktel Vision v roce 1994. Woodruff and the Schnibble of Azimuth byl distribuován v Severní Americe v roce 1995 firmou Sierra Entertainment pod názvem The Bizarre Adventures of Woodruff and the Schnibble.

## Provedení
Hra byla vytvořená a napsaná umělcem Pierre Gilhodesem, tvůrcem série Gobliiins, se kterou Woodruff sdílí její vizuální styl, hratelnost a neobvyklý humor. Na rozdíl od Gobliiins je to plnohodnotná adventura, ve které se můžete volně pohybovat, prozkoumávat velké město a komunikovat s mnoha postavami, rozlišení se také zvětšilo na 640x480. Roku 2018 byla přeložená do češtiny a na Windows funguje ve verzi pro ScummVM.

## Příběh
Příběh se odehrává po ničivé atomové válce, kdy byla světová populace téměř zničena a přeživší se museli skrývat hluboko pod zemí. Zemi mezitím obydlely mutantní stvoření zčásti podobné lidem, bouzouci (v Severní Americe boozooci). Ti žijí ve vertikálním městě Vlurxtrznbnaxl, které je obklopené nehostinnou džunglí. Poté, co lidé vystoupili na povrch, začali krvavou válku proti této rase a bouzouci byli ve městě nemilosrdně zničeni a přeživší zotročení. Město se poté dostalo pod byrokratickou a totalitní vládu, ovládanou samotářským prezidentem a jeho rádcem Bigwigem. Hra sleduje mladíka Woodruffa na cestě za záchranou jeho uneseného pěstounského otce, vědce a disidenta, profesora Azimutha.
Ve hře je sekvence, která není pro dohrání hry nutná, ale prozradí více o původu Woodruffa; po použití levitace na kříž u Bigwiga za větrna se Woodruff dostane k jeho obrazu, za kterým najde schovaný dopis. Z dopisu se dozví, že je napůl boozook, napůl člověk.

## Ohlasy
Woodruff získal řadu pozitivních hodnocení, přičemž většina chvály je dána za jeho vizuální styl a osobitý smysl pro humor. Strategy Plus (nyní Computer Games Magazine) prohlašoval, že je „tak návykový, že můžete přijít o svou práci“. Britský PC Gamer ocenil hru 90% pro její „výjimečnou grafiku a zvuk“. Francouzský časopis Joystick jej s hodnocením 88% nazval „opravdu úžasný“ a „skutečný cartoon“. MobyGames jej v současné době hodnotí 80 ze 100 bodů.
Hra byla hodnocena českým časopisem Level 85 %, Score 90 %, Excalibur 90 % a slovenským časopisem Riki 91 %.